# 玛丽安高中
玛丽安高中（Marian High School）是美國一所私立天主教会高中，位于马萨诸塞州弗拉明汉。它所处波士顿天主教大主教区并于2004年以后独立于教区运作。玛丽安社区欢迎拥有不同背景的学生，并且致力于在一个充满尊敬和责任感的环境中促进每个学生的身心发展。

## 成立
玛丽安高中成立于1956年。它的吉祥物和学校体育队的名字是北美野马（Mustang）。

## 课外活动
玛丽安高中在冰球、篮球、足球、田径、棒球、垒球、高尔夫、曲棍球和排球等项目上都相当具有竞争力。
- 北美野马美式足球队分别在1992、2001、2002三次赢得了洲超级碗（Div.VI）。

- 女子足球队在1999年赢得了州冠军。

- 女子篮球队分别在1996和2006年赢得了州冠军。

- 女子垒球队在2005年赢得了CCL联盟冠军并进入了洲锦标赛半决赛（Div. III）。

- 男子棒球队在2003年赢得了州冠军。

## 著名校友
- 彼得·克羅南：前NFL球星，现任波士顿学院美式足球电台解说员。

- 里達·E·哈金斯：马萨诸塞州众议院议员。

- 克里絲塔·馬克歐利弗：挑战者号宇航员。

- 布萊恩·摩南：2009年弗吉尼亚州州长候选人。

- 吉姆·摩南：国会众议院议员。